# Joë Christophe
Joë Christophe, né le 9 novembre 1994 à Valenciennes, est un clarinettiste français. 

## Biographie
Originaire d’un petit village du Nord, Joë commence l’apprentissage de la clarinette à l’âge de sept ans dans une école de musique gratuite, avec Adrien Delattre, grâce à l’harmonie municipale qui lui prête son premier instrument. Après s’être perfectionné à Valenciennes et à Paris auprès de Caroline Delmotte et Olivier Derbesse, il entre en 2015 au Conservatoire National Supérieur de Musique de Paris et y termine ses études sous les conseils avisés de Philippe Berrod, clarinettiste soliste à l’Orchestre de Paris, et de son collègue Arnaud Leroy.
Il s’intéresse très jeune à la diversité des genres musicaux et manque rarement les occasions de jouer jazz, contemporain, ou même klezmer avec le célèbre ensemble Sirba Octet.  
Lauréat du Festival Musical d’Automne des Jeunes Interprètes 2017 et de la Fondation Safran pour la musique 2018, il est déjà sollicité régulièrement par des formations telles que l'Orchestre de Paris, l'Orchestre national de France, l'Orchestre national de Lille, Les Dissonances… et se produit en soliste avec de nombreux orchestres tels que l'Orchestre de chambre de Munich et l'Orchestre de la radio de Munich, le Collegium Musicum Basel, l'Orchestre philharmonique d'État de Transylvanie (en), l’Orchestre Pasdeloup, l’Orchestre de chambre Nouvelle Europe, l’Orchestre de la Police Nationale ou encore l’Orchestre de la Garde républicaine. 
Joë Christophe termine tout juste ses études au Conservatoire de Paris lorsqu’il remporte le 1er Prix au Cluj International Music Competition (Roumanie) durant l’été 2019 et qu'il est vainqueur du Concours international de musique de l'ARD de Munich en 2019 et de pas moins de 6 prix spéciaux qui lancent définitivement sa carrière d’artiste interprète et lui ouvrent les plus grandes scènes internationales.
Son parcours de musicien classique l’amène à se produire dans des salles de concerts, telles que la Philharmonie de Paris, l'Opéra Garnier, le Konzerthaus et la Philharmonie de Berlin, le Konzerthaus et le Musikverein de Vienne, le Prinzregententheater et l’Herkulessaal de Munich, le Stiftung Mozarteum de Salzbourg, le Théâtre Musical de Bâle, ou encore le Tokyo International Forum, sous la direction de chefs tels que David Zinman, Alain Altinoglu et Sir Simon Rattle. 
Il est invité en 2020 au programme « Stars Von Morgen » présenté par Rolando Villazón et participera également en 2021 au programme « Debüt im Deutschlandfunk Kultur » à Berlin. Il se produit en soliste à la Philharmonie de Berlin accompagné du Deutsches Symphonie-Orchester Berlin, dirigé par Elena Schwarz.
En 2021, son premier disque explore les belles couleurs du répertoire français et anglais pour clarinette et piano sous le label Genuin Classics (en) avec son ami Vincent Mussat.

## Distinctions
- 2017 : Lauréat du Concours International du Festival Musical d’Automne de Jeunes Interprètes, Prix du Public[2]
- 2018 : Lauréat de la Fondation Safran pour la musique à l’unanimité du jury
- 2019 : Cluj International Music Competition, 1er Prix[5]
- 2019 : ARD International Music Competition in Münich, 1er Prix et 6 prix spéciaux[4] :
  - Prix spécial pour l'interprétation de la création contemporaine
  - Prix spécial décerné par le Munich Chamber Orchestra
  - Prix Brüder Busch
  - Prix Henle Urtext
  - Prix IFP Music
  - Prix spécial GENUIN Classics

## Discographie sélective
- Idylle: Works by Horovitz, Gaubert, Debussy, Simpson, Clarke, Poulenc and Bozza : avec Joë Christophe, clarinette et Vincent Mussat, piano, (CD, label Genuin, GEN 21721, 2021).